# Datoparkering
Datoparkering er et parkeringssystem med parkeringstilladelse i kun den ene side af gaden. På lige datoer ud for lige husnumre, på ulige ud for ulige numre. 
| Trafik | Spire Denne trafikartikel er en spire som bør udbygges. Du er velkommen til at hjælpe Wikipedia ved at udvide den. |